# Platax teira
Platax teira, también conocido como pez murciélago teira, pez murciélago de aleta larga, paguala de aleta larga o pez murciélago de cara redonda, es una especie de pez marino con aletas radiadas que pertenece a la familia Ephippidae. Esta especie se encuentra en el Indo-Pacífico Occidental.

## Taxonomía
Platax teira fue descrito formalmente por primera vez como Chaetodon teira por el explorador, orientalista y naturalista finlandés de habla sueca Peter Forsskål con su localidad tipo dada como Al Luḩayyah en la costa del Mar Rojo de Yemen. Esta especie fue designada como especie tipo del género Platax por Pieter Bleeker en 1876, Platax pertenece a la familia Ephippidae, en el orden Moroniformes. El nombre específico teira es una latinización del árabe teyra, el nombre dado a los juveniles en Yemen.

## Descripción
El pez murciélago teira tiene una mancha oscura debajo de la aleta pectoral, con otra marca larga y oscura sobre la base de la aleta anal. Visto de lado, tiene un cuerpo aproximadamente circular con una joroba baja en la nuca. Este pez suele ser plateado, gris o parduzco. Tiene una banda negruzca a través del ojo y otra banda con la aleta pectoral. Cambiarán de color de un blanco plateado sin franjas a un marrón con franjas más oscuras durante la observación y luego se desvanecerán de nuevo a plateados. Esta especie tiene una longitud total máxima registrada de 70 cm. Los juveniles muy pequeños son de color marrón y parecen hojas flotantes. Los juveniles más grandes tienen las aletas pélvicas y los radios blandos frontales de las aletas dorsal y anal muy alargados, que se extienden alrededor de la parte posterior de la base de la aleta anal.